# Pchum ben
 (décembre 2010).
Pchum ben (Khmer : បុណ្យភ្ជុំបិណ្ឌ) est, dans la religion bouddhiste theravāda khmère, l'équivalent de la fête des morts, fêtée le 2 novembre chez les catholiques. Elle est considérée comme la deuxième fête la plus importante de l’année après Chaul Chhnam (khmer: ចូលឆ្នាំ) (fête du nouvel an) et est célébrée aussi bien au Cambodge que dans les différentes communautés khmères éparpillées à travers le monde. Elle peut être considérée comme partie intégrante de la Culture du Cambodge.
En 2020, Pchum Ben donnera lieu à 3 jours fériés, du 16 au 18 septembre.
Cette coutume remonterait à l'antiquité, quand les Cambodgiens convertis au Brahmanisme croyaient qu’après la mort,  l'Âtman, l'âme de chaque personne, circule à travers le cycle de l'océan de la transmigration et se réincarne tant qu’elle est imprégnée d’actes malsains ou de souillures. L’expiation et donc la délivrance ne peuvent être d'atteintes que par la pratique du Yoga ou du Tapas qui permet à l'Âtman de rejoindre le Dieu suprême Brahmâ.
Aujourd’hui, les Cambodgiens continuent de croire que même si la plupart des créatures terrestres se réincarnent à leur mort, certaines âmes, à cause de leur mauvais Karma, ne renaissent pas et restent prisonnières du monde des esprits. Toutefois, chaque année, Yama, le Dieu des enfers les libère pendant quinze jours, pour qu’ils puissent rechercher leurs parents encore en vie, méditer et se repentir de leurs fautes. Le dernier jour de cette période est consacré par les vivants à se souvenir de leurs défunts et à offrir de la nourriture à ceux qui restent dans le monde des esprits. De plus, c’est une bonne occasion de se recueillir et prier pour réduire l’influence du mauvais Karma de leurs ancêtres afin de leur permettre d’échapper aux tourments du monde des esprits et de se réincarner.
L’origine du mot Pchum Ben, serait une contraction des termes Prachum (« se réunir ») et Benda (« faire des offrandes ») le second  provenant du mot sanscrit Binda et désigne aussi ces boulettes de riz qu'on offre après un décès aux mânes pour la création de leur corps spirituel.
Des inscriptions datant du règne du roi Yasovarman 1er, à la fin du IXe siècle, nous apprennent que, dans les nombreux couvents qu’il avait fondés, on offrait chaque mois ces boules de riz (Baï Ben) aux âmes délaissées. 
Les cérémonies duraient autrefois 3 mois, mais aujourd’hui, elles se limitent aux deux semaines durant lesquelles les âmes errantes sont libérées du monde des esprits. Elles débutent donc habituellement à la mi-septembre et se déroulent pendant le cycle lunaire décroissant du mois de Photrobot, où le ciel est obscurci des nuages de la mousson. En effet, la célébration se fait pendant la Vassa, soit la « Retraite des Pluies » où, d’après les règles de la discipline bouddhique, les moines doivent rester dans le monastère et  éviter les longs déplacements. En cas exceptionnel, ils peuvent le faire mais jamais plus d’une semaine.
Pchum Ben est une occasion pour se réunir et apporter les aides nécessaires aux moines et aux monastères sur le plan matériel en général, mais c’est surtout une manifestation permettant d’exprimer sa reconnaissance et sa gratitude envers ses ancêtres. 
À certains endroits, on célèbre aussi des rites en mémoire du Grand Départ du prince Siddhârtha (futur Bouddha) vers l'ascèse dans le but de rechercher un remède aux maux des hommes et on prépare des mets fait des ingrédients les plus purs, Madhu Pâyas, qu'une jeune Sujâtâ offre au Bouddha.

## Kann Benn
Pchum Ben est le quinzième et dernier jour de ces cérémonies et consiste en de larges rassemblements pour des festivités dans les pagodes bouddhistes. Toutefois, les quatorze jours précédents sont quand même importants. Différentes familles se déplacent à tour de rôle à la pagode lors de chacune de ces journées que l’on nomme Kann Ben et qui sont numérotées de un à quatorze.
Avant la journée où une ou plusieurs familles doivent célébrer un Kann Ben, eux et leurs amis proches vont à la pagode pour les préparatifs. Pendant ces préparatifs, les urnes des ancêtres sont briquées et  déposées dans le Viheara, la pièce principale où seront déclamées les psalmodies. Les noms des ancêtres sont aussi transcrits sur une liste pour permettre à leurs esprits de recevoir les offrandes. En effet, si par malheur ils n’y étaient pas invités, ils ne pourraient pas en bénéficier. Dans la soirée, la famille et les autres participants rejoignent le bonze dans le Viheara pour des séances de méditation et de prières. Les moines professeront alors des enseignements du Bouddha et offriront leur protection et conseils aux fidèles.
Le matin de Kann Ben, avant le lever du soleil, les meilleurs plats sont préparés pour contenter les esprits des ancêtres. Une grande variété est proposée,  avec de multiples saveurs et couleurs. Dans un geste de bienveillance, on prépare les Baï Ben, des boulettes de riz gluant cuites dans du lait de coco et  mélangées avec des graines de sésame et d’autres ingrédients qui apportent à chacun une touche personnelle.  Ces boules sont disposées sur un plateau autour d'un Baï Battbor, gâteau fait du même riz mais dont la forme est pyramidale et qui est recouvert d'un cône de feuilles de bananier tronqué au sommet où l'on pique des fleurs, des baguettes d'encens et une bougie. 
Souvent, en hommage au Bouddha, on prépare une pyramide florale ornée de fleurs artificielles multicolores et surmontée d'une image d'oie sacrée, le Hamsa  qui à son tour soutient un cierge, dans la salle de fête de la pagode qu'est le Dharma Sala. Cette pyramide florale se nomme le Phkar Ben (fleur de Ben).
Avant midi, des bougies sont allumées, des bâtonnets d’encens consumés et les plats sont offerts aux moines. La liste de noms est alors déclamée puis brulée ; ce rituel est destiné à prévenir les âmes errantes du lieu où se sont réunis les proches. Certains prétendent même que si les âmes des morts, après avoir visité sept pagodes,  ne trouvaient pas d’offrandes, ils pourraient maudire leur famille. Après avoir consommé les différents plats présentés, les moines  prononcent des incantations et aspergent d’eau bénite les fidèles et les âmes de leurs ancêtres afin de les protéger. Des Baï Ben sont ensuite jetés dans les coins sombres de la pagode pour les âmes affamées qui ont été oubliées ou qui n’ont plus de proches en vie pouvant leur apporter des offrandes.
À la fin de la cérémonie, le Baï Battbor est laissé à la pagode tandis que les Baï Ben restant sont ramenés à la maison où, dans la nuit de la dernière quinzaine, chaque famille organise chez elle un banquet consacré aux esprits de leurs ancêtres auquel participent des amis et connaissances.  
Le Kann Ben est un moment de recueillement et une possibilité d’acquérir un bon Karma pour un des ancêtres.

## Pchum Ben

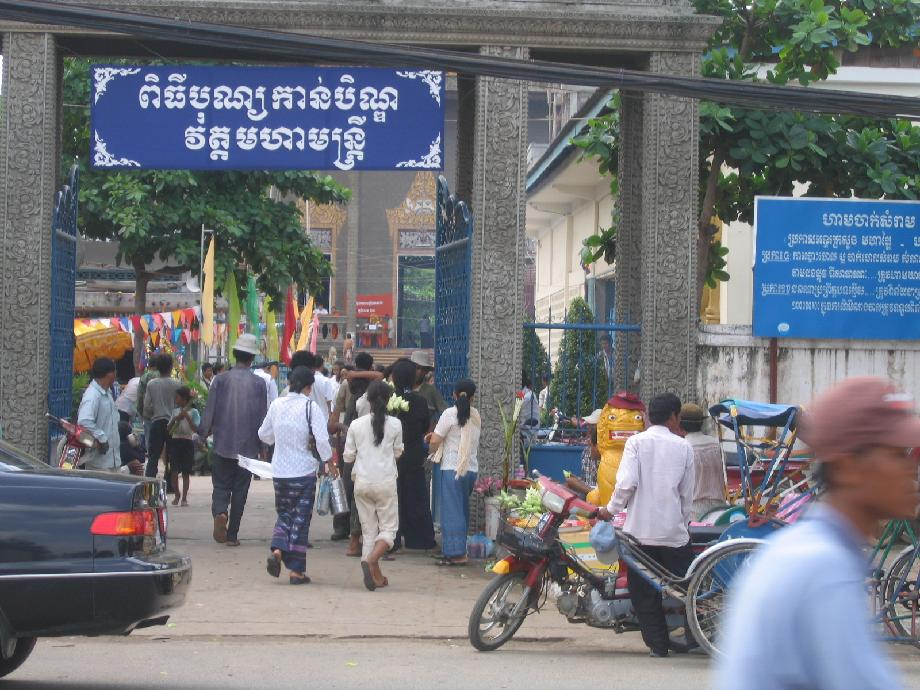
Entrée de la pagode Wat Moha Montrey (Phnom Penh)

Le dernier jour du mois de Photrobot, le 15e jour de la lune décroissante, a lieu le Pchum Ben, jour le plus important. La veille, chaque famille cambodgienne, s'applique à la confection des friandises à base de riz gluant mentionnées plus haut et des mets divers afin d’en offrir une partie aux vieux parents et le reste aux bonzes, aux amis et connaissances; les esprits de morts peuvent alors en avoir leur part en vertu du Dharma (la loi) officié par les moines devant les bougies allumées et les baguettes d'encens qui se consument. La nuit venue, les villageois et les citadins se rendent à la pagode pour assister à la célébration religieuse où les bonzes prononcent leurs sermons. 
Quand le jour va poindre à l'horizon, les fidèles quittent pour un instant la pagode et y reviennent avec leur famille et des plats, des gâteaux, des offrandes, y compris le Baï Bettbor et les Baï Ben. Le même jour, vers midi, après avoir cédé tous les mets et friandises aux moines a lieu le Bangskuôl où on demande aux bonzes de réciter des prières pour le repos des âmes. 
La fête se terminera le jour même dans l'après-midi. La nuit sera consacrée à un petit banquet offert aux amis. Le lendemain, dans certains quartiers, les gens préparent des offrandes pour le génie protecteur du sol afin d’assurer la prospérité des moissons.

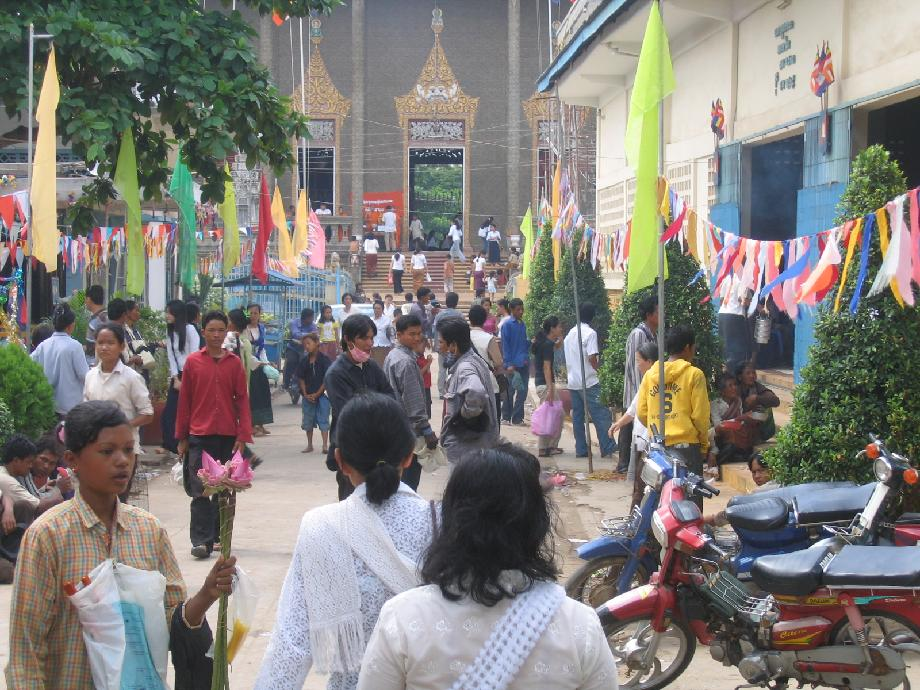
Pchum Ben à la pagode Wat Moha Montrey (Phnom Penh)

Ce jour est très important car c’est le seul, pour ceux qui ont eu la malchance de devenir des Priad, de recevoir des offrandes de nourriture et profiter des efforts de leurs proches pour améliorer leur Karma. Les Priad sont les âmes les plus misérables à cause de leurs très mauvais Karma. Contrairement aux autres esprits, les Priad craignent la lumière et ne peuvent recevoir les prières, la nourriture ou retrouver leurs proches qu’au jour le plus sombre du cycle lunaire, c'est-à-dire celui de Pchum Ben.
Pchum Ben revêt une importance particulière dans la vie de tout Cambodgien. C’est un temps  de commémoration et de réunion. C’est aussi un moment pour exprimer son affection envers ses ancêtres. En offrant à manger et un meilleur Karma à ceux qui ont pu rester bloqués dans le monde des esprits, les fidèles apaisent leur misère et les ramènent dans le chemin de la réincarnation. Une fois les ancêtres réincarnés,  ils pourront accumuler par eux-mêmes des mérites pour un meilleur Karma qui leur permettra d’atteindre un esprit imprégné de paix intérieure, ce qui constitue le mieux de ce que l’on puisse souhaiter à ses ancêtres.

## Sources
- (fr) Dépêche AKP du 26 septembre 2008
- (fr) Article du petit journal du 29 septembre 2008
- (en) Article de Vathany Say sur Khmer Institute
- (en) Page sur la culture cambodgienne sur le site de Parish without border
- (en) Article d'Antonio Graceffo sur Mekong.net
- (en) Notes de Ly Daravuth sur PCHUM BEN pour l'université de BRANDEIS